# Sinjarbergen

Antiklinaler i provinsen Ninawa. Sinjarbergen är den största strukturen i väster.

Sinjarbergen (arabiska: جبل سنجار, kurdiska: Çiyayên Şengalê چیای شهنگال/شهنگار) är ett 100 km långt bergsmassiv som når upp till 1 463 meter över havet i den norra delen av gränsområdet mellan Syrien och Irak. Det högsta området sträcker sig  cirka 75 km genom provinsen Ninawa i irakiska Kurdistan. De lite lägre delarna i väster ligger i Syrien och sträcker sig cirka 25 km. Staden Sinjar är belägen strax söder om bergen.

## Befolkning och historia

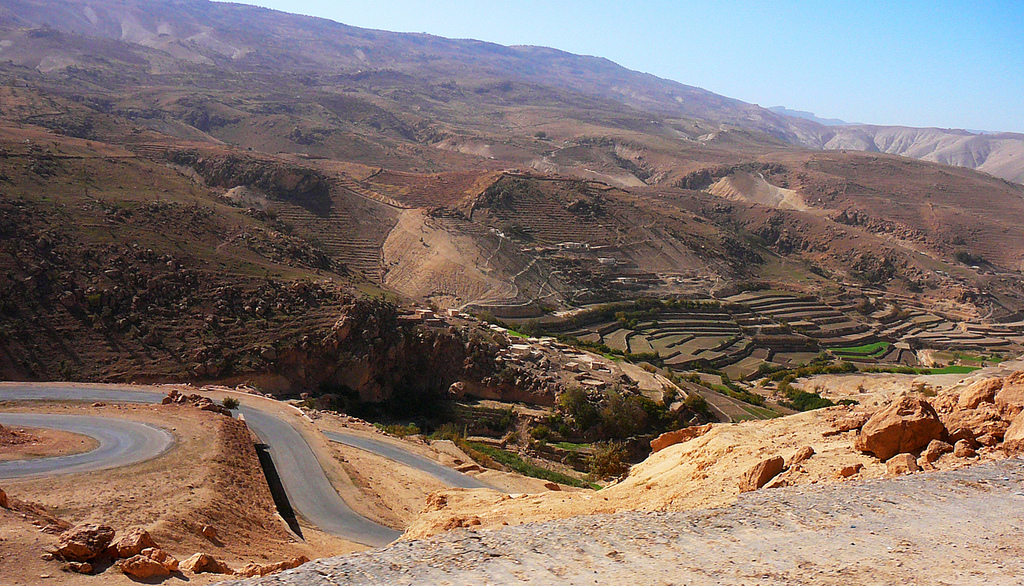
Odlingsfält vid Sinjarbergens sluttning.

Sedan 1100-talet har området runt bergen bebotts av jezidier som vördar bergen och anser bergets topp vara den plats där Noaks ark gick på grund efter syndafloden. Jezidierna har historiskt använt bergen som tillflyktsplats under konfliktperioder. Gertrude Bell skrev på 1920-talet: "Tills nyligen har jezidierna varit oavlåtligt i strid med araber och alla andra."